# Моара Домњаска (Илфов)
Моара Домњаска (рум. Moara Domnească) насеље је у Румунији у округу Илфов у општини Гањаса. Oпштина се налази на надморској висини од 73 m.

## Становништво
Према подацима из 2002. године у насељу је живело 606 становника, од којих су сви румунске националности.